# Lewisburg (Virginia Occidentale)
Lewisburg è un comune degli Stati Uniti d'America, nella contea di Greenbrier nello Stato della Virginia Occidentale.